# 許本墉
許本墉，湖北人，清朝政治人物，同進士出身。
道光十三年（1833年）癸巳科進士，選翰林院庶吉士，咸豐九年（1859年）官江西南昌府知府。同治三年（1864年）偕同沈葆楨抓獲太平天國首領洪秀全之子洪天貴福，並將其處決。